# Yên Quang, Ý Yên
Yên Quang là một xã cũ thuộc huyện Ý Yên, tỉnh Nam Định.

## Lịch sử
Mảnh đất Yên Quang ngày xưa là phần đất quan trọng thuộc phủ Ứng Phong vào thế kỷ XII – XIII; Yên Quang – Ý Yên khi đó được coi là khu vực phụ cận của Cố đô Hoa Lư, đồng thời nằm trên đường thiên lý từ Hoa Lư ra Thăng Long nên được các vua Lý, Trần quan tâm phát triển nông nghiệp và xây dựng thành trung tâm Phật giáo.
Ngày 27 tháng 12 năm 1975, hai tỉnh Nam Hà và Ninh Bình hợp nhất thành tỉnh Hà Nam Ninh, huyện Ý Yên thuộc tỉnh Hà Nam Ninh, gồm 31 xã: Yên Bằng, Yên Bình, Yên Chính, Yên Cường, Yên Đồng, Yên Dương, Yên Hồng, Yên Hưng, Yên Khang, Yên Khánh, Yên Lộc, Yên Lợi, Yên Lương, Yên Minh, Yên Mỹ, Yên Nghĩa, Yên Nhân, Yên Ninh, Yên Phong, Yên Phú, Yên Phúc, Yên Phương, Yên Quang, Yên Tân, Yên Thắng, Yên Thành, Yên Thọ, Yên Tiến, Yên Trị, Yên Trung, Yên Xá.
Ngày 12 tháng 8 năm 1991, tái lập tỉnh Nam Hà từ tỉnh Hà Nam Ninh cũ, Xã Yên Quang _ Huyện Ý Yên trở lại thuộc tỉnh Nam Hà.
Ngày 6 tháng 11 năm 1996, tái lập tỉnh Nam Định từ tỉnh Nam Hà cũ, Xã yên Quang thuộc - Huyện Ý Yên trở lại thuộc tỉnh Nam Định.

## Địa lý - Hành chính
Xã nằm tiếp giáp với xã Yên Bằng và thành phố Ninh Bình (qua con sông Đáy), có 2 cây cầu bắc sang Ninh Bình từ Yên Quang qua cầu Sắt cũ và cầu Non Nước mới.
Xã được phân thành 8 cụm dân cư (gọi là các trại), gồm Trại 1, 2, 3, 4, 5, 6, 7A và 7B. Các trại 4, 5 thường được gọi chung là thôn Đông Duy. Các trại 6. 7A, 7B thường được gọi chung là thôn Vọng Doanh.
Nút giao thông Cao Bồ (liên kết Đường cao tốc Cầu Giẽ – Ninh Bình với quốc lộ 10) cách trung tâm xã Yên Quang khoảng 1 km, rất thuận tiện cho các phương tiện vận chuyển và các nhà đầu tư..

## Kinh tế
Yên Quang chủ yếu là nghề nông và hiện nay trở thành một vùng đệm của thành phố Ninh Bình, làm các việc sản xuất (trồng hoa, rau...) cung cấp cho Ninh Bình.

## Nhân vật – Huy hiệu
Trong kháng chiến chống thực dân Pháp, xã Yên Quang cùng các xã khác ở huyện Ý Yên đã lừng danh với các chiến công vang dội như: trận Đê Đáy, Cao Bồ, Vũ Dương, An Cừ, La Ngạn, Vọng Doanh, Đông Duy, Đống Cao... đồng thời là hậu phương vững chắc cung cấp sức người, sức của cho cuộc kháng chiến chống Mĩ. Với những thành tích đó, xã Yên Quang được Nhà nước phong tặng Danh hiệu Anh hùng lực lượng vũ trang năm 2002.
Bí thư Chi ủy đầu tiên của xã Tứ Mỹ, giờ là xã Yên Quang là cụ Nguyễn Văn Đăng – nguyên Đại Tá Vụ trưởng vụ tổ chức Bộ Công An.
Yên Quang – Ý Yên là đất học, quê hương của nhiều "Phó bảng, Cử nhân" Giáo Sư, Tiến sỹ....đang công tác và làm việc hiện nay trên mọi miền của tổ quốc..

## Di tích – Danh thắng
Hầu hết các thôn đều có một đình, chùa hoặc phủ. Trong đó nổi tiếng nhất là Phủ Bà ở Trại 5, " Thôn Đông Duy" thờ Liễu Hạnh công chúa, Phương Anh Phu nhân, Phương Dung Công Chúa, Nơi đây còn lưu giữ được 10 đạo sắc phong cổ, lâu đời nhất đã tồn tại 283 năm gần nhất 99 năm, (Gồm 3 Sắc phong cho Công Chúa Phương Dung, 6 Sắc phong cho Phương Anh Phu Nhân, 1 Sắc phong Mẫu Liễu Hạnh 1925)..
http://www.didulich.net/tin-tuc-su-kien/phu-ba-yen-quang-tho-phung-phuong-anh-phu-nhan-29366